# Pierre Thorsson
Pierre Thorsson (Linköping, 21 de junio de 1966) fue un jugador de balonmano sueco que jugaba de extremo derecho. Fue uno de los componentes de la Selección de balonmano de Suecia con la que ha disputado 268 partidos internacionales en los que anotó un total de 557 goles. 
Dotado de una excelente técnica individual y una facilidad para marcar goles al contraataque características de los extremos suecos de los años 90. Tras los Juegos Olímpicos de Atlanta, donde tuvo una gran actuación al anotar 7 goles en las semifinales contra España y 8 en la final contra Croacia, dejó el IF SAAB/HF Linköpings Lejon para fichar por el VfL Bad Schwartau, donde permanecería durante cinco temporadas en los que alcanzaría su máximo nivel deportivo coincidiendo con los éxitos de la Selección de balonmano de Suecia. 
Una parte muy importante de dichos éxitos tendrían como protagonista a Pierre Thorsson, puesto que en la final del Campeonato del Mundo de 1999 consiguió anotar 6 goles saliendo en sustitución de Johan Petersson, siendo el último de ellos el que daría el título mundial a Suecia. Al año siguiente en la final del Campeonato de Europa 2000 un extraordinario gol suyo de rosca en los últimos segundos forzaría la segunda prórroga, en la cual Suecia se volvería a imponer a Rusia.
Tras terminar su experiencia en Bad Schwartau, ficharía por el emergente club italiano del Papillon Coversano, con los que en su segunda temporada conseguirían el doblete de Liga y Copa Italiana, siendo los primeros títulos del club de Conversano y los únicos que consiguió Pierre Thorsson a nivel de club en su carrera.
Tras una temporada en el potente SG Flensburg-Handewitt donde tendría un rol secundario, regresó a su país para jugar su última temporada en activo en el Hästö IF, donde al término de la misma se convirtió en el entrenador del mismo, permaneciendo hasta 2012. 

## Equipos
- IFK Karlskrona (1986-1989)
- IF SAAB/HF Linköpings Lejon  (1989-1996)
- VfL Bad Schwartau (1996-2001)
- Papillon Conversano (2001-2003)
- SG Flensburg-Handewitt (2003-2004)
- Hästö IF (2004-2005)

## Palmarés
- Liga de Italia 2003
- Copa de Italia 2003